# Aeroporto Internazionale di Gorgan
L'Aeroporto Internazionale di Gorgan (IATA: GBT, ICAO: OING) è un aeroporto iraniano che serve la città di Gorgan. L'aeroporto si trova a 2 km a ovest dell'autostrada Gorgan-Aq Qala e a 6 km a nord di Gorgan, la capitale della provincia del Golestan.

## Compagnie aeree e destinazioni
L'aeroporto è collegato con voli giornalieri alla capitale Teheran, Zahedan, Bandar Abbas, Mashhad, Kish, e voli internazionali per Baghdad.

## Espansione
È attualmente in corso d'opera l'espansione del terminal dell'aeroporto: la nuova ala sarà riservata ai voli internazionali e si estenderà per 10.550 m².